# Reif (Einheit)
Reif war ein deutsches Längenmaß in Goslar. An verschiedenen Orten war Reif auch eine andere Bezeichnung beim Brennholzhandel für die Klafter. Es war die Länge des Umfanges eines Holzbündels. Im Norddeutschen stand der Begriff für das  Maß Reep.
Im Leinwandhandel fand Reif als Längenmaß nur in Goslar Anwendung. Obwohl jeder Ort ein anderes Metermaß für die Elle nutzte, soll hier die Elle des Königreich Hannovers zum Größenverständnis des  Maßes dienen. 
Die Elle rechnete man mit 
- 1 Elle = 2 Fuß = 258,9689 Pariser Linien = 0,5842 Meter.
- 1 Reif = 10 Ellen = 5,842 Meter